# Escuela Superior de Comercio Manuel Belgrano
La Escuela Superior de Comercio “Manuel Belgrano” es una institución educativa de nivel preuniversitario, dependiente de la Universidad Nacional de Córdoba, en dicha ciudad argentina. Ofrece formación de nivel secundario y terciario, y cuenta con una matrícula total de más de 2.700 alumnos.

## Características
La currícula académica se estructura alrededor de dos ciclos -de formación general y de formación orientada-, que se desarrollaban a lo largo de ocho años, reducidos a siete con el cambio de plan de estudios. El ingreso a primer año preparatorio del secundario se corresponde con el inicio del 5° y/o 6.º grado de la escuela primaria tradicional argentina.
En el año 2018 surgió un cambio de plan de estudios que modificó el nombre de los años y el material educativo asignado a cada año.
El colegio cuenta con un centro de estudiantes llamado CEMB y tiene distintos representantes que se eligen cada año y organizan grandes eventos. Los sábados el colegio ofrece un "grupo juvenil" en el que se realizan actividades entretenidas y temáticas divertidas para todos los años y es organizado por los mismos alumnos.
La institución tiene actividades extracurriculares como: clases de balonmano, baloncesto, baloncesto para ciegos, volley, hockey, fútbol, patín, natación, teatro, entre otras.
El nivel terciario cuenta con cinco carreras de formación técnica, con modalidad presencial y cuyos planes de estudio se desarrollan a lo largo de tres años lectivos.
La modalidad de ingreso implica un Cursillo de Adaptación y examen de Matemática y Lengua.

## Historia
La Escuela Manuel Belgrano fue creada por el Consejo Superior de la UNC en 1938, con orientación en comercio y el objetivo puntual de preparar alumnos de nivel secundario para su posterior ingreso a la Facultad de Ciencias Económicas de dicha universidad.
La Escuela de Comercio de la Universidad, como se llamó durante los primeros diez años, nació ya con la intención de dotar a sus egresados de un título técnico con salida laboral. Durante treinta años funcionó sin edificio propio, en espacios prestados y de manera precaria. 

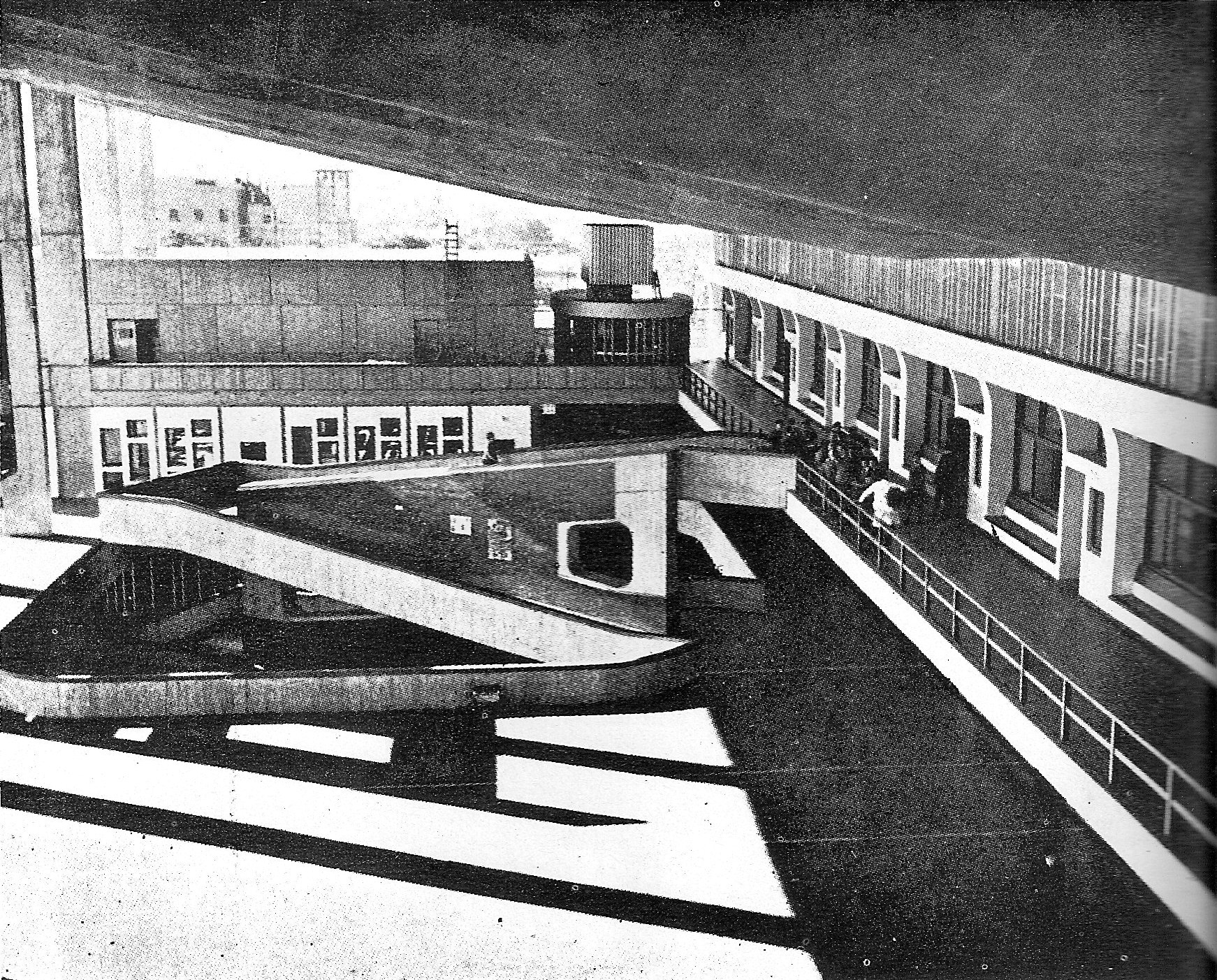
Rampa, patio y aulas del actual edificio. (1971)

A fines de los años '60 se generó una serie de cambios en su estructura: un nuevo Plan de Estudios y un nuevo edificio propio, de escala monumental y estilo moderno de vanguardia llamado brutalista, obra de los arquitectos Osvaldo Bidinost,  Jorge Chute, José Gassó, Martín Meyer y Mabel Lapacó. Se estructuraron los departamentos docentes, se concretaron los primeros concursos abiertos, se creó un Consejo Asesor, se estableció la doble escolaridad para alumnos y la dedicación exclusiva para preceptores, profesores y cargos de conducción. 
Durante la última dictadura militar argentina, la Escuela sufrió la cesantía de docentes y no docentes, y la expulsión y persecución de alumnos, algunos de los cuales integran hoy en día las nóminas de detenidos-desaparecidos de la CONADEP.
A fines de la década del setenta se creó el Nivel Terciario en la Escuela, en forma conjunta con su similar en el Colegio Nacional de Monserrat. La Universidad respondía así a la necesidad de establecer carreras cortas con salida laboral, ampliando la oferta educativa fuertemente restringida por el sistema de cupos establecido en el ingreso a las Facultades. 
En la Escuela, la orientación de las nuevas carreras se relacionó con el comercio y la administración, continuando con la tradición del establecimiento como escuela de comercio.
Con la recuperación de la democracia en 1983, la Escuela inició una nueva etapa con nuevas propuestas metodológicas y renovaciones de contenidos. A lo largo de este nuevo período, el Plan de Estudios se modificó parcialmente en 1984 y 1994, adaptándose a las sucesivas reformas educativas.
En el nivel terciario, los planes de estudio de las diversas carreras sufrieron variaciones. En 1986, a pedido de alumnos y egresados, el Consejo Superior modificó la designación del título otorgado por la Escuela, que pasó a ser “Asistente técnico”.
Entre 1994 y 1999, desde la Dirección de la Escuela y con apoyo de la Secretaría Académica del Rectorado, se desarrolló un intenso trabajo de evaluación institucional y revisión de los planes de estudio de ambos niveles, que culminó con la implementación de las nuevas currículas a partir del año 2000.

## Edificio

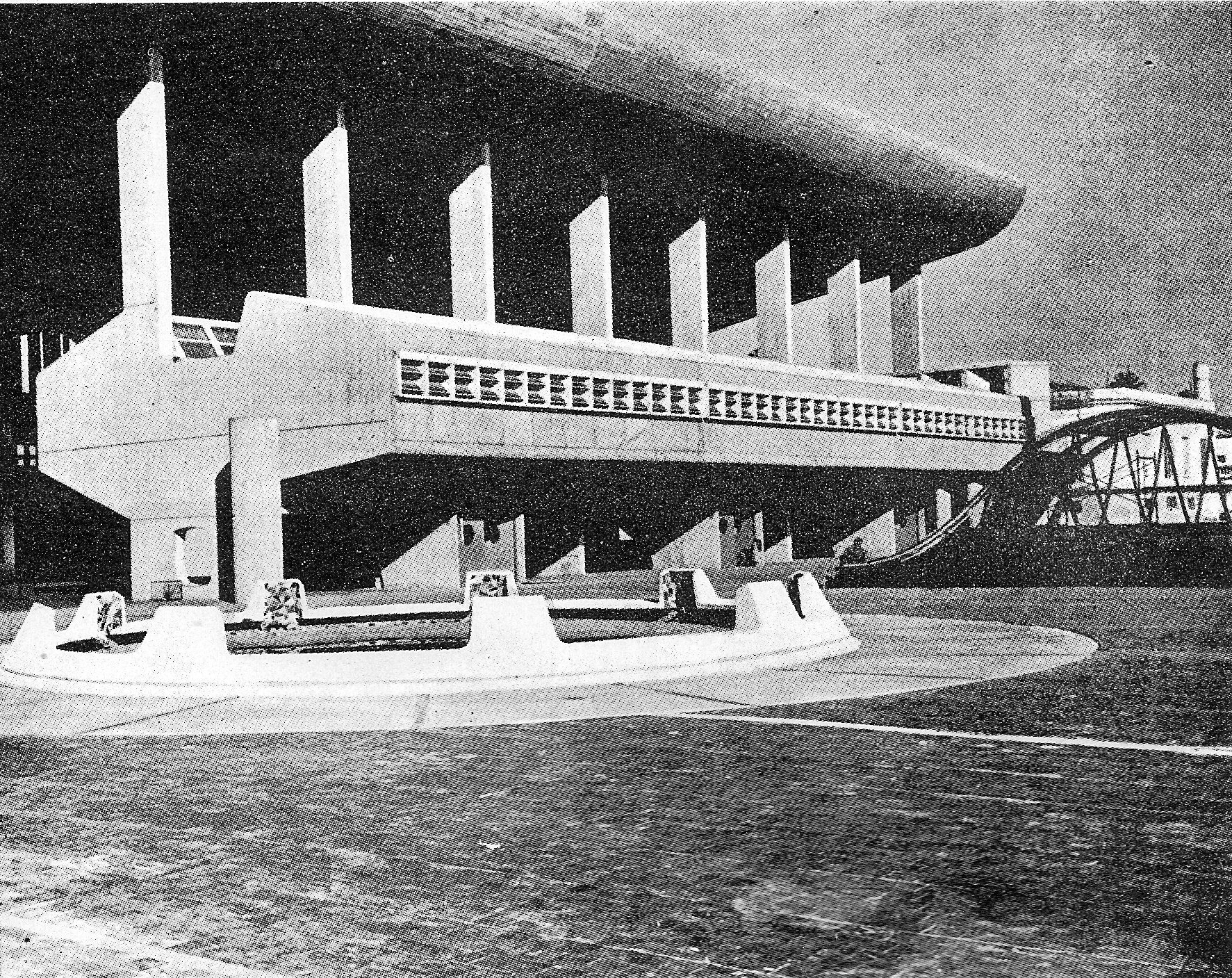
Los gabinetes de Ciencias Naturales y el patio-balcón. (1971)

El edificio de la Escuela Manuel Belgrano es uno de los mayores ejemplos de arquitectura brutalista en la Argentina, nombre que viene del uso del hormigón armado dejado a la vista y usado en formas escultóricas y monumentales. El arquitecto suizo Le Corbusier desarrolló este estilo a fines de la década del '40 y comenzó un movimiento que tuvo repercusiones mundiales, algunas de ellas notables en la Argentina, como el Banco de Londres en Buenos Aires, o la Escuela Leandro N. Alem en Misiones.
El equipo de Osvaldo Bidinost, Jorge Chute, José Gassó, Mabel Lapacó y Martín Meyer participó del Concurso de Proyectos realizado en diciembre de 1959 por la Universidad de Córdoba. En julio del año siguiente, el Jurado eligió su propuesta como ganadora, y la construcción avanzó durante la siguiente década a cargo de la contratista Delta SRL, para llegar a la inauguración en septiembre de 1968.
El edificio de la Escuela fue declarado Monumento Histórico Nacional por decreto 729/2019 del Poder Ejecutivo Nacional.
El edificio se organizó sobre dos grandes planos: uno a nivel del suelo, para actividades no-docentes (sala de profesores, dirección, sala de actos, biblioteca, deportes, consultorios, etc.), y un primer piso con aulas y gran terraza cubierta para recreación, a 4,40 m del piso, que luego asoma más allá del techo como un balcón monumental hacia el río Suquía. Un segundo piso balconeando al primer nivel contiene más aulas y un bloque de gabinetes de ciencias. La escuela cuenta además con un subsuelo, destinado a cocheras depósitos y salas de máquinas.
Mientras la entrada principal es por la calle La Rioja, donde la fachada sur del edificio está protegida por una malla de hormigón armado llamada casetonado, que la cubre del granizo y las tormentas, la fachada norte que mira al río se abre como una gran cubierta única de hormigón armado (mide más de 100 metros de ancho por 36 de profundidad y está formada por 15 bóvedas) bajo la cual asoma el patio-balcón y se destaca una gran chimenea de incineración.
Más allá de que el material predominante elegido sea el hormigón armado, dejado a la vista y en algunos casos coloreado, se usaron materiales regionales para muros de cerramiento, tales como piedra bola unida con mortero de cal y arena. Para los pisos se usaron adoquines de algarrobo, y para la carpintería de las ventanas se utilizaron maderas de incienso y petiribí (exteriores) y viraró y cedro (interiores). Además, la escuela contó con calefacción por losa radiante, una innovación de aquella época.
En la Sala de máquinas encontrada en el subsuelo de la escuela hay varias maquinarias para reparar sillas; bancos y demás mobiliario aúlico; se encuentra allí también una caldera Parsons a carbón (ya prácticamente en desuso) y otra, instalada en la década de los 90, que funciona a gas. Las calderas se usan para proveer de agua caliente las dependencias y la piscina semi-olímpica instalada en el primer piso. Están conectadas por tubos hacia las distintas partes de un edificio. Los operarios de mantenimiento controlan el funcionamiento, y durante los tiempos de la caldera de carbón, se contrataban fogoneros para alimentar la maquinaria. Hubo una idea para generar electricidad a partir del vapor generado por las calderas. Allí debajo también se encuentran otras maquinarias, como reguladores de electricidad, el sistema de gas, las bombas de agua mecánicas y la central telefónica.
El colegio resultó beneficiado por el programa Conectar Igualdad en el año 2011. Se instaló un moderno piso tecnológico en la parte trasera de la planta baja, para servidores, transformadores, y un sistema de refrigeración. El piso tecnológico también cuenta con alarma de puertas y movimiento.
También hay en el subsuelo un aula taller que contiene muchas máquinas para realizar distintas tareas, aserrado, cortado de madera, soldado, etc.